# كارمين فيرير
كارمين فيرير (بالإسبانية: Carmen Ferrer)‏ (10 نوفمبر 1986 ببلنسية في إسبانيا - ) هي لاعبة كرة قدم إسبانية في مركز الوسط. لعبت مع Levante UD Femenino ‏ وValencia CF Femenino ‏.